# Caernarfon Town Football Club
El Caernarfon Town Football Club (en galés: Clwb Pêl Droed Tref Caernarfon) es un club de fútbol de Gales, con sede en Caernarfon. Fue fundado en 1937 y compite en la Cymru Premier, máxima categoría del fútbol galés.

## Historia

### Los primeros años
El primer club de fútbol conocido en la ciudad de Caernarfon y se llamaba Caernarvon Athletic, formado en 1876, que jugaba en diversos lugares de la ciudad antes de instalarse en el terreno actual del club, el estadio Oval, en 1888.
Este primer Caernarvon Athletic desapareció en 1893, pero en 1895 surge un nuevo club, el Caernarvon Ironopolis, que llegó a las semifinales de la Copa de Gales en 1900 [1] y 1902 [2] antes de su disolución a raíz de una disputa con la Liga de la Costa Norte de Gales en 1903. Exjugadores de los 'Nops' formaron dos nuevos clubes, los Caernarvon Colts y los Caernarvon Royal Welch Fusiliers, que se fusionaron en 1906 para formar el Caernarvon United.
Después de la Gran Guerra, los jugadores del United se reunieron para refundar el Caernarvon Athletic y el club gozó de gran éxito en la Liga Norte de Gales por una famosa victoria sobre el Darlington en la primera ronda de la FA Cup en 1929. [3] En 1930 el club entró en liquidación y, a pesar de ascender un par de años más tarde, desapareció pronto de nuevo.

### Caernarfon Town F.C.
En 1937 un grupo de hinchas de fútbol fundaron el Caernarfon Town F.C. y, después de muchas temporadas de éxito en la Liga galesa (Norte), el club se concedió el permiso por la Asociación de Fútbol de Gales, para solicitar la adhesión a la Liga de Lancashire En 1980, los Canarios ganaron el campeonato en 1981 antes de que la liga de Lancaster se fusionara con la Liga del Condado de Cheshire para formar la North West Counties Foot-Ball League. En 1985, el Caernarfon Town fue finalista en la Primera División de la Liga de los Condados del Noroeste, ascendiendo a la North Premier League. La temporada 1986/87 vio al once canario disfrutar de su mejor temporada, bajo la presidencia de John King, derrotando al Stockport County y al York en la FA Cup, antes de caer ante el Barnsley (de Segunda División) tras un tercer partido de desempate. [4] Caernarfon finalizó tercero en la North Premier League, sin duda su mejor logro.
En 1995, la directiva del Caernarfon aprobó unirse a la recién formada Liga de Gales. En 1999/2000 los  Canarios fueron descendidos, regresando a la Premier poco después. El club han sufrido en su regreso a la liga superior temporadas de bajo rendimiento, falta de inversiones y una sensación de fatalismo resignado.

## Participación en competiciones de la UEFA
| Temporada | Torneo                 | Ronda         | Club         | Casa | Visita | Global      |
| --------- | ---------------------- | ------------- | ------------ | ---- | ------ | ----------- |
| 2024–25   | UEFA Conference League | Primera ronda | Crusaders    | 2–0  | 1–3    | 3–3 (8–7 p) |
| 2024–25   | UEFA Conference League | Segunda ronda | Legia Warsaw | 0−5  | 0–6    | 0−11        |